# Ан Джэ Хён
Ан Джэ Хён (кор. 안재형?, 安宰亨?, р.8 января 1965) — южнокорейский игрок в настольный теннис, чемпион Азиатских игр, призёр чемпионатов мира, Азии и Олимпийских игр.

## Биография
Родился в 1965 году. В 1986 году стал чемпионом Азиатских игр в составе команды. В 1987 году стал бронзовым призёром чемпионата мира. В 1988 году стал бронзовым призёром чемпионата Азии и завоевал бронзовую медаль Олимпийских игр в Сеуле в парном разряде (с Ю Нам Гю).
В 1989 году женился на другом бронзовом призёре Олимпиады-88: китаянке Цзяо Чжиминь. В 2005 году переехал в США.